# Whitehall
Pour les articles homonymes, voir Whitehall (homonymie).
Whitehall est une rue de la Cité de Westminster, l'un des districts de Londres. Whitehall est le siège traditionnel du gouvernement du Royaume-Uni. 
Les principaux bureaux historiques des ministères, de l'amirauté, de l'armée, du trésor et de la résidence du premier ministre se trouvent tous à Whitehall. En conséquence, la Civil Service britannique est connue métonymiquement sous le nom de « Whitehall ». La zone tire son nom du palais de Whitehall, une grande résidence royale de l'ère Tudor qui se trouvait autrefois sur le site.

## Situation et accès
Cette artère principale part de Parliament Square, au sud, pour déboucher sur Charing Cross. La rue regroupe plusieurs ministères : le nom de « Whitehall » désigne donc à la fois une zone géographique, un quartier, mais aussi, par métonymie, le gouvernement dans sa globalité. 
Les stations de métro les plus proches sont, au nord, Charing Cross, où circulent les trains de la ligne  Bakerloo  Northern, et, au sud, Westminster, desservie par la ligne  Circle  District  Jubilee (Circle line).

## Origine du nom
Le nom provient du palais de Whitehall qui occupe la zone et qui est détruit presque entièrement par un incendie en 1698. La maison des Banquets en est le seul vestige. Cette rue qui passe autrefois devant le palais, à l'ouest, est à l'origine plus large. Trafalgar Square est construit, à son extrémité nord, au début du XIXe siècle. À l'extrême sud, vers Parliament Square, Whitehall est prolongée  par Parliament Street mais rien ne distingue les deux voies sinon un panneau marquant la séparation. À elles deux, elles couvrent une distance d'un kilomètre.

## Historique

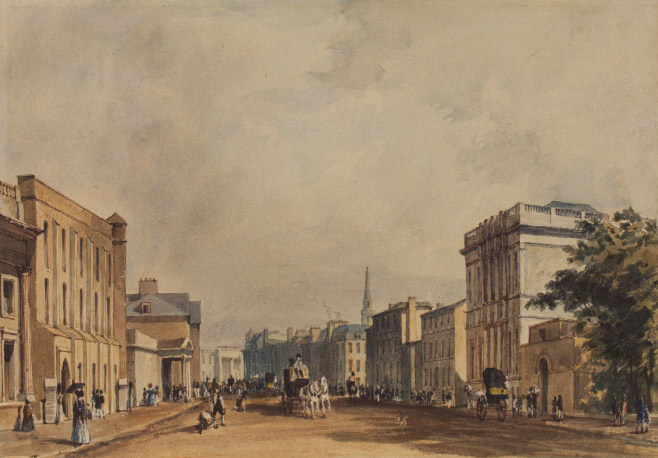
Whitehall au milieu du XIXe siècle.

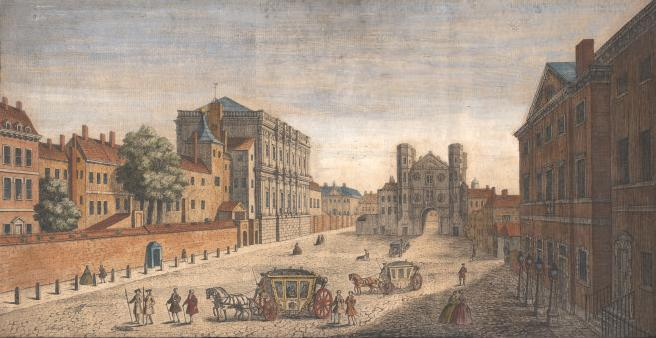
Whitehall, 1740 : St. James's Palace et la Banqueting House de Inigo Jones (1622) sur la gauche, les bâtiments du ministère des finances (construits entre 1733 et 1737 par William Kent) sur la droite, la Holbein Gate détruite en 1759 au centre.

Parliament Street était une petite rue de Londres passant devant le palais de Whitehall, principale résidence des souverains anglais dans la capitale de 1530 jusqu'en 1698, et qui menait au palais de Westminster.  Après l'incendie qui détruisit Whitehall, les ruines furent déblayées et Parliament Street fut élargie pour correspondre à la rue de Whitehall. L'aspect actuel de l'avenue est, par conséquent, le résultat d'un réaménagement de l'espace opéré au XIXe siècle.
À un bout de Whitehall figure un célèbre monument : la statue équestre de Charles Ier, que l'on considère comme étant le centre de Londres
La maison des Banquets, construite en 1622 par Inigo Jones, est la seule partie encore existante de l'ancien palais de Whitehall. Charles Ier y fut décapité le 30 janvier 1649 sur un échafaud auquel il dut accéder à partir d'une fenêtre située au premier étage du palais. Les royalistes commémorent encore de nos jours cet anniversaire.
Le Cénotaphe, le principal monument militaire du pays, est placé au milieu de la rue. On y célèbre le 11 novembre s'il a lieu un dimanche, sinon le dimanche le plus proche à cette date, les cérémonies annuelles du Remembrance Sunday (jour de la commémoration de l'armistice de la Première Guerre mondiale). En 2005, un autre monument consacré à l'effort de guerre des femmes pendant la Seconde Guerre mondiale fut érigé sur l'avenue, à proximité du Cénotaphe.
La partie centrale de la rue est dominée par des immeubles affectés aux divers services administratifs militaires y compris ceux du ministère de la Défense, du bâtiment des Horse Guards ainsi que de l’Amirauté. La rue héberge également la statue équestre du prince George, duc de Cambridge, ancien commandant en chef des armées britanniques entre 1856 et 1895.
Downing Street est adjacente à Whitehall, en amont de Parliament Street. Depuis 1986, cette rue est fermée au public à ses deux extrémités par des grilles, devant lesquelles ont été ajoutées des barrières supplémentaires.
Scotland Yard, siège de la police londonienne, était à l'origine dans cette avenue ; il a été déplacé en 1890 sur Victoria Embankment.

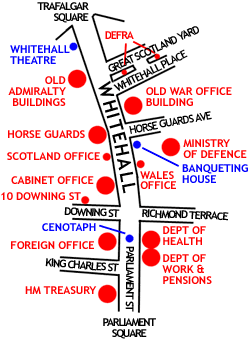
Plan de Whitehall montrant les principaux bâtiments gouvernementaux britanniques présents sur le site.

## Bâtiments remarquables et lieux de mémoire

### Du nord au sud, les différents bâtiments gouvernementaux
- Amirauté
- Department for Environment, Food and Rural Affairs (DEFRA) (ministère de l'Écologie)
- Old War Office (ministère de la Guerre, jusqu'en 1963)
- Horse Guards (building)
- Ministry of Defence (ministère de la Défense)
- Scotland Office (Dover House), littéralement traduit « ministère de l'Écosse »
- Wales Office (Gwydyr House), littéralement traduit « ministère du pays de Galles »
- Cabinet Office, ensemble des conseillers du Premier ministre
- 10 Downing Street, domicile du Premier ministre britannique
- Department of Health (ministère de la Santé)
- Department of Work and Pensions (ministère du Travail)
- Foreign Office (ministère des Affaires étrangères)
- HM Treasury et HM Revenue and Customs (équivalents du ministère de l'Économie et des Finances)

### Les autres bâtiments ou monuments de Whitehall
- Maison des Banquets
- Whitehall House
- Cénotaphe

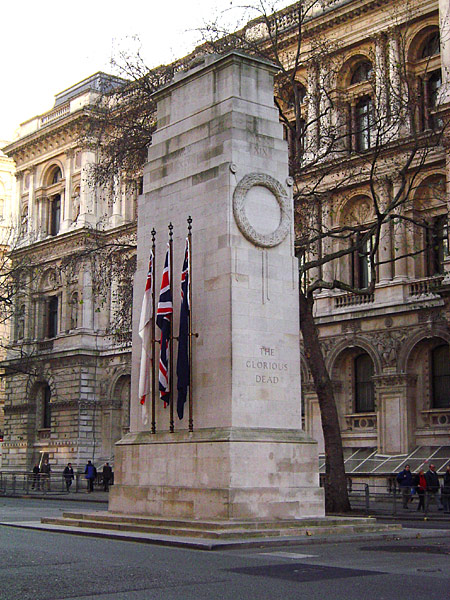
Le cénotaphe de Whitehall.

- Monument à Douglas Haig, une statue équestre du maréchal
- Monument to the Women of World War II, monument dédié aux femmes pour leur effort de guerre pendant la Seconde Guerre mondiale

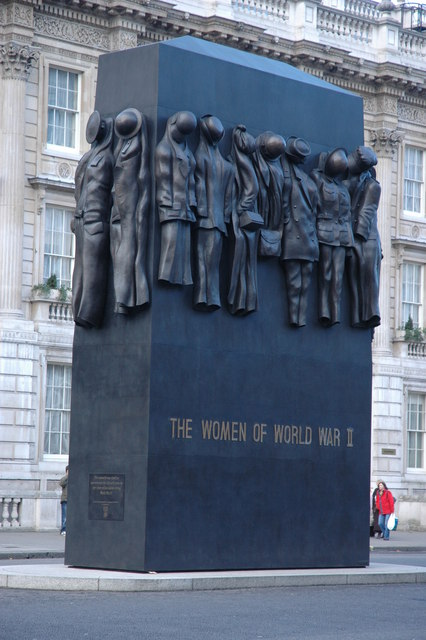
Women World War II Memorial, Whitehall.

- Whitehall Theatre